# Амудар'я
Амудар'я́ (тадж. Омударё, узб. Amudaryo, Амударё, кар. Ámiwdárya, Әмиўдәря) — найбільша річка в Середній Азії. Бере початок в Афганістані на висоті 4900 м із льодовика на північному схилі гори Гіндукуш і відома там як Вахджир. Після злиття з водами річки Памір має назву Пяндж, а зливаючись із річкою Вахш, дістає назву Амудар'я. Протікає територією Таджикистану, Узбекистану й Туркменістану через Каракуми і Кизилкум. У роки сильних опадів впадає в Аральське море. Довжина складає 1415 км (з Пянджем 2540 км), а площа її сточища — 226 800 км² (з урахуванням пустельних просторів, які входять у межі водозбору, але не дають стоку води — 465 420 км²). Географи античної доби дали річці назву Окс (лат. Oxus, грец. Ωξος), очевидно, від тюркського слова «аксу» — біла вода. Не далеко від неї був у засланні Тарас Шевченко.

## Витоки
З кінця XIX століття розглядають чотири різні точки можливого витоку Амудар'ї:
- Річка Памір, яка витікає з озера Зоркуль у горах Памір (стародавні гори Імеон) і тече на захід до злиття з річкою Вахандар'я[en], утворюючи річку Пяндж.
- Річка Сархад або Малий Памір[en], що тече Малим Паміром (Ваханський коридор).
- Чакмактинкуль, що дренується на схід річкою Аксу, яка, своєю чергою, після злиття з річкою Південний Акбайтал отримує назву Мургаб, а нижче Сарезького озера — Бартанг, і, зрештою, впадає до річки Пяндж.
- Крижана печера біля Вахджирського перевалу, у Ваханському коридорі, біля кордону з Пакистаном.

## Опис
У верхів'ях Амудар'ї береги високі, скелясті, течія швидка й бурхлива. Вище останньої притоки Сурхандар'я річкова сітка Амудар'ї добре розвинена. Далі Амудар'я тече поміж піщаних берегів, подекуди прорізує ущелини. У нижній течії річище Амудар'ї стає нестійким, з'являється багато рукавів. Постійний стік є лише в лютому-березні (близько 250 м³/с).
Живиться Амудар'я в основному за рахунок льодовиків та вічних і сезонних снігів гірської частини басейну. Середня річна витрата води Амудар'я найбільша поблизу міста Керкі — 1970 м³/с, у гирлі — 1330 м³/с. Амудар'я найповноводніша влітку, що сприяє використанню її для зрошення.
Льодостав на більшій частині Амудар'ї нестійкий, у нижній течії триває з кінця грудня до середини березня. Води Амудар'ї несуть велику кількість піску: середня річна каламутність поблизу Керкі — 3590 г/м³. Річище Амудар'ї непостійне, річка змінює не тільки глибину, але й форму берегів у плані. Води Амудар'ї мають середню мінералізацію 250–300 мг/л. Береги Амудар'ї вкриті заростями різнолистої тополі, тамариксу, джиди, очерету.
В Амудар'ї зустрічаються риби: псевдоскафіринхуси, або лопатоноси, лосось, великі усачі, щуковидний жерех, короп.
Амудар'я використовується для зрошення і тому вода сильно забруднена солями мінеральних добрив і пестицидами. 80 % її стоку йде на зрошення. Один із найбільших у світі зрошувальних каналів — Каракумський (1-ша черга 1958 р.), має трасу Амудар'я — р. Мургаб до ст. Арчман і здатний зросити 400 тисяч га пустельних земель та обводнити мільйони га пасовищ.
Амудар'я судноплавна на 1619 км від гирла до Термеза; через нестійкість річища судноплавство ускладнене. Верхів'я Амудар'я має великі гідроресурси. Міста — Термез, Керкі, Нукус.

## Канали
Вода Амудар'ї використовується для зрошення. Найбільші канали: Каракумський, Аму-Бухарський тощо. На початку 1950-х років планувалося також побудувати Головний Туркменський канал, який починався б у Нукуса і використовував річище Узбоя, але план не було реалізовано.
На півночі Афганістану для відводу води з Амудар'ї будується канал Кош-Тепа.